# Hans Peter Strobl
Hans-Peter Strobl (22 janvier 1942 à Vienne - 21 juillet 2007 à Montréal) est un ingénieur du son québécois. 

## Biographie
Après avoir commencé sa carrière à Vienne en Autriche en tant que responsable du studio d'enregistrement de l'Orchestre symphonique de Vienne, il déménage au Canada en 1972 pour rejoindre sa femme Louise Gariépy,. Il œuvre sur près de 400 films comme preneur de son et mixeur, à l'ONF et pour des sociétés de production Il fonde la division Cinéma au studio de son Marko.  Considéré comme une "légende" du milieu de la postproduction au Québec, d'une grande rigueur, il forme l'un de ses fils au métier.  Le dernier film sur lequel il a travaillé est Soie, de François Girard. Il décède en 2007.

## Prix
On compte parmi les prix qu'il a remporté 5 prix Génie, 6 prix Gemini ainsi que 6 prix Jutra, ces derniers étant obtenus pour ses collaborations aux films Le Violon rouge en 1999, Histoires d'hiver en 2000, 15 février 1839 en 2002, Séraphin : Un homme et son péché en 2003, Un dimanche à Kigali en 2007 et Soie en 2008.